# Ахмедова, Хадыча Вахобовна
Хадыча Вахобовна Ахмедова (1918 — ?) — советская акушерка, Герой Социалистического Труда (1969).

## Биография
Родилась в 1918 году на территории современной Ферганской области. В 1940 году окончила медицинское училище в Коканде. Работала акушеркой.
В указе о присвоении звания Героя Социалистического Труда от 4 февраля 1969 года местом работы указана районная больница Папского района Наманганской области Узбекской ССР, а в справочнике «Ученые-медики — Герои Социалистического Труда» — родильный дом Туракурганского района той же области.
За 28 лет работы приняла более 5 тысяч новорождённых. Указом Президиума Верховного Совета СССР от 4 февраля 1969 года удостоена звания Героя Социалистического Труда «за большие заслуги в области охраны здоровья советского народа» с вручением ордена Ленина (№ 400987) и золотой медали «Серп и Молот» (№ 12222).
Проживала в Туракургане. Дата смерти не установлена.